# Caspase 4
La caspase 4 est une protéase à cystéine de la famille des caspases. Elle catalyse le clivage des chaînes polypeptidiques au niveau de séquences ayant un résidu d'aspartate en P1, avec une préférence pour les séquences Tyr–Val–Ala–Asp-|- et Asp–Glu–Val–Asp-|-.
Elle contient du côté N-terminal un domaine CARD (en) qui joue un rôle dans l'activation de la proenzyme,,. Cette enzyme est capable d'autoclivage, et peut également cliver la procaspase 1 pour en libérer la sous-unité p30, mais, contrairement à la caspase 1, demeure très peu efficace pour produire de l'Interleukine 1β à partir de la pro-interleukine 1β,. La caspase 4 et la caspase 5 clivent la procaspase 3 pour en libérer la petite sous-unité p12 mais pas la grande sous-unité p17. L'acétyl–Tyr–Val–Ala–Asp–CHO, inhibiteur de la caspase 1, inhibe également cette enzyme, mais plus lentement.